# Desastre del Rápido del Algarve
El Desastre del Rápido del Algarve fue un accidente ferroviario ocurrido el 13 de septiembre de 1954 en la Línea del Sur, en Portugal.

## Contexto
El 13 de septiembre de 1954, el servicio Rápido con número 8012, partió de la Estación de Vila Real de Santo António a las 13 horas y 13 minutos, con destino a Barreiro; la composición estaba formada por la locomotora a vapor número 559 y el respectivo tender, un furgón, tres vagones de tercera clase, un vagón-restaurante y dos vagones de primera clase. Todos las vagones eran metálicos, siendo construidos en los Estados Unidos de América por la empresa Budd Company. La composición iba completa, siendo gran parte de los pasajeros jóvenes veraneantes que regresaban del Algarve.

## Accidente

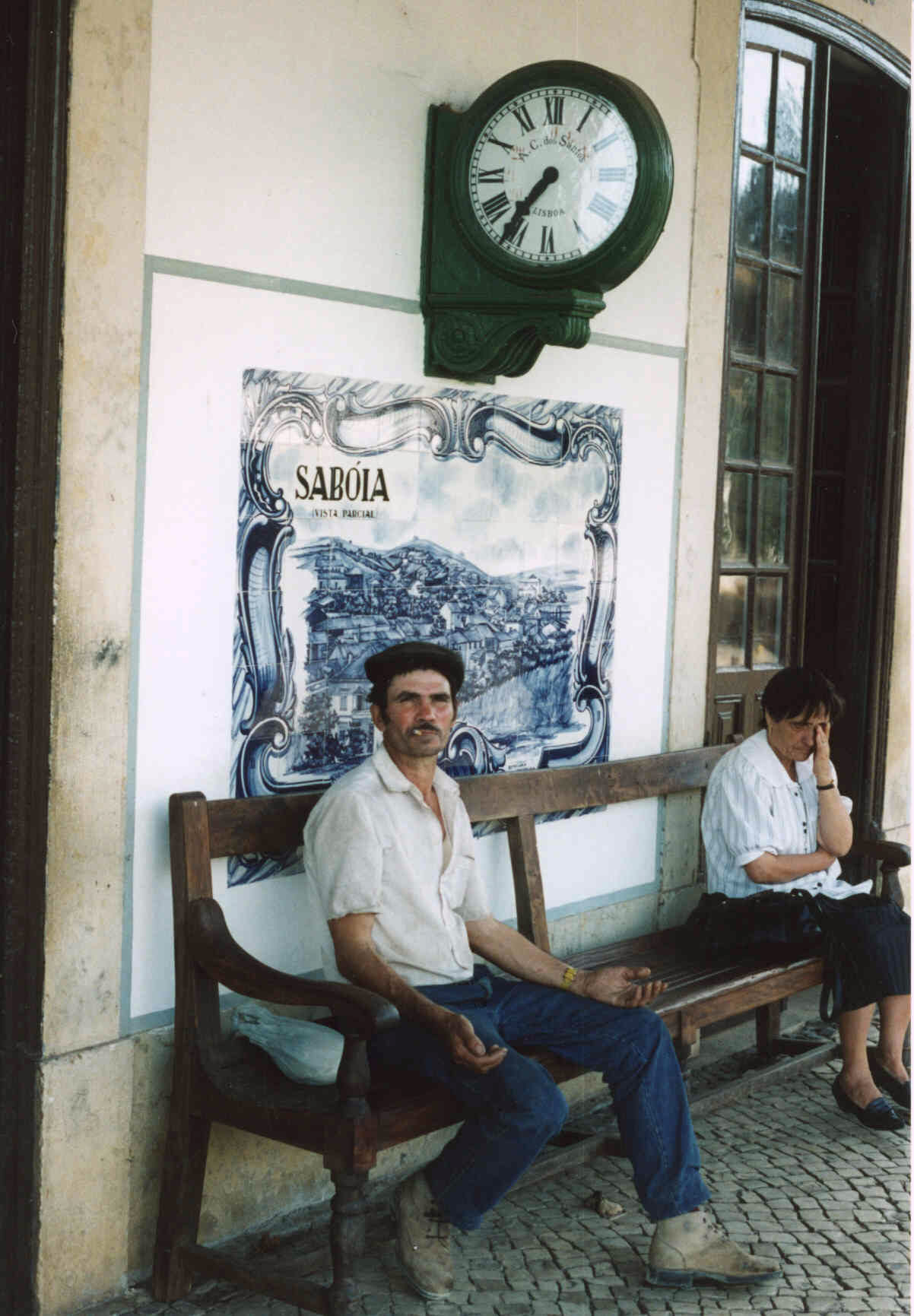
Estación de Santa Clara-Sabóia

Alrededor de las 16 horas y 15 minutos, la composición descarriló cuando una de las traviesas de la vía se partió a su paso, en el kilómetro 261,427.70 de la Línea del Sur, entre el Apeadero de Pereiras y la Estación de Santa Clara-Sabóia; en este punto, la vía discurre en curva en una trinchera, junto a la Ribera de Lobata. La locomotora abandonó la vía y cayó en el tramo entre la línea y la pared de la trinchera, arrastando consigo el tender, el furgón y el primer vagón de tercera clase, deteniéndose enseguida; debido al terreno abrupto, el segundo vagón de tercera clase penetró en el vagón caído, destruyendo la mitad de este. El tercer vagón descarriló, igualmente, pero se mantuvo en la plataforma de la vía; el resto de la composición no llegó a descarrilar.

## Apoyo a las víctimas
Debido al hecho de no existir ninguna en las proximidades del lugar del accidente, tuvieron que ser los propios pasajeros los que se desplazasen a las estaciones en ambos sentidos del accidente, con el fin de dar la alarma. Los primeros socorros vinieron de las poblaciones próximas y de participantes de una feria en Odemira, habiendo después llegado una composición de Funcheira, transportando operarios; aproximadamente tres horas después del accidente, un comboi con médicos y enfermeros llegó al lugar. Los heridos fueron transportados por ferrocarril a Beja, habiendo llegado alrededor de la media noche, y a Portimão por ruta; los muertos fueron depositados, de forma provisional, en la Estación de Santa Clara-Sabóia. Los pasajeros que continuaron el viaje llegaron a Terreiro do Paço a las 5 horas de la mañana del día siguiente.

## Investigación y rescaldo
Los resultados de la investigación oficial fueron conocidos a través de una nota oficial del Ministerio de Comunicaciones en octubre del mismo año; se anunció que el accidente se debió, principalmente, a las condiciones de desgaste intenso en que se encontraban los verdugos de la rueda de la locomotora y los carriles en el lugar. En el accidente contribuyeron, así mismo, factores como la configuración de la curva en aquel punto, la velocidad de la locomotora, que, a pesar de encontrarse por debajo del límite de 60 kilómetros por hora establecido para el lugar, aun así era demasiado elevado para la curva en cuestión, y varios defectos en el material circulante, especialmente la forma de los bogies se encontraban adheridos a las cajas de los vagones.
Este accidente produjo entre 29 a 34 muertos y cerca de 50 heridos.